# Нангалкот
Нангалкот (бенг. নাঙ্গলকোট, англ. Nangalkot) — город на юго-востоке Бангладеш, административный центр одноимённого подокруга. Площадь города равна 3,25 км². По данным переписи 2001 года, в городе проживало 5115 человек, из которых мужчины составляли 55,41 %, женщины — соответственно 44,59 %. Плотность населения равнялась 1573 чел. на 1 км². Уровень грамотности населения составлял 40,9 % (при среднем по Бангладеш показателе 43,1 %). 